# Desa Kertaharja (administrativ by i Indonesien, Jawa Barat, lat -7,77, long 108,35)
Desa Kertaharja är en administrativ by i Indonesien.   Den ligger i provinsen Jawa Barat, i den västra delen av landet, 240 km sydost om huvudstaden Jakarta.